# Theodoros Chilas
 (novembre 2019).
Si vous disposez d'ouvrages ou d'articles de référence ou si vous connaissez des sites web de qualité traitant du thème abordé ici, merci de compléter l'article en donnant les références utiles à sa vérifiabilité et en les liant à la section « Notes et références ».
Theodoros Chilas (fl. 646-655) est un homme politique de l'Empire byzantin.

## Biographie
Fils de Johannes, candidat à empereur, arrière-petit-fils paternel d'Hadrianus, qui fuit à Constantinople en 546, et arrière-arrière-arrière-petit-fils paternel de Rufius Synesius Hadrianus.
Il vit en 646 à Rome, et en 655 devient sénateur.

### Mariage et descendance
Il s'est marié avec une sœur de deux sénateurs en 655, l'un d'eux appelé Platon, qui fut aussi exarque en Italie en 645-649, arrière-petits-enfants de Plato, consul et pref. mag., décédé en 609. Leur fils: 
- Platon, fut l'administrateur impérial sur le Mont Palatin, décédé en 686 et s'est marié avec Blatta, décédée en 687. Leurs fils furent: 
  - Theodoros, marié et père de: 
    - Platon, marié et père de: 
      - Euphemia, mariée avec Sergeios, noble de Constantinople, décédé en 745, frère d'un trésorier, et eut: 
        - Ana,, décédée après 798 et avant 800, mariée avec Georgios Monomachos, et eut descendance, puis religieuse
        - Platon, moine et abbé Sakhudier, décédé en 812
        - Theoktista, réligieuse en 781, décédée en 800 ou ca. 801, mariée avec Photeinos, questeur, trésorier, décédé ca. 815

  - le pape Jean VII
  - un fils, marié et père de: 
    - un fils, marié et père de: 
      - Theodotos, dux Romae en 728 et en 739, primicier en 741 et en 752, marié et père de: 
        - une fille, mariée avec Marinus, noble de Rome, mère de: 
          - une fille, mariée avec Sergius, noble de Rome, mère de: 
            - un fils, marié et père de: 
              - Theodorus, magister militum, marié et père de: 
                - Sergius, magister militum, décédé après 876, marié avec sa cousine (ci-dessous) et père de: 
                  - Théodora Ire

              - une fille, mariée avec Talarus, prêtre, évêque de Minturno en 853, décédé en 853 ou 861, et mère de: 
                - Adrien II, pape

              - un fils, marié et père de: 
                - un fils, marié et père de: 
                  - Étienne VI, pape
                  - Boniface VI, pape

            - Serge II, pape
            - Benedictus, prêtre, évêque d'Albano, régent de son frère Serge II, pape

          - Étienne V, pape

      - Theodoros, marié et père de: 
        - Adrien Ier, pape
        - un fils, marié et père de: 
          - Theodorus, dux Romae, décédé après 801, marié et père de: 
            - Theodorus, regionarius, marié et père de: 
              - Nicolas Ier, pape
              - une fille, mariée avec un descendant du patrice Stephanus de Rome en 743, et mère de: 
                - une fille, mariée avec son cousin Sergius, magister militum, décédé après 876 (au-dessous)
                - Stephanus, secundicarius en 876, décédé après 876

          - Paschalis, primiciarius en 798, décédé après 801